# Racconigi

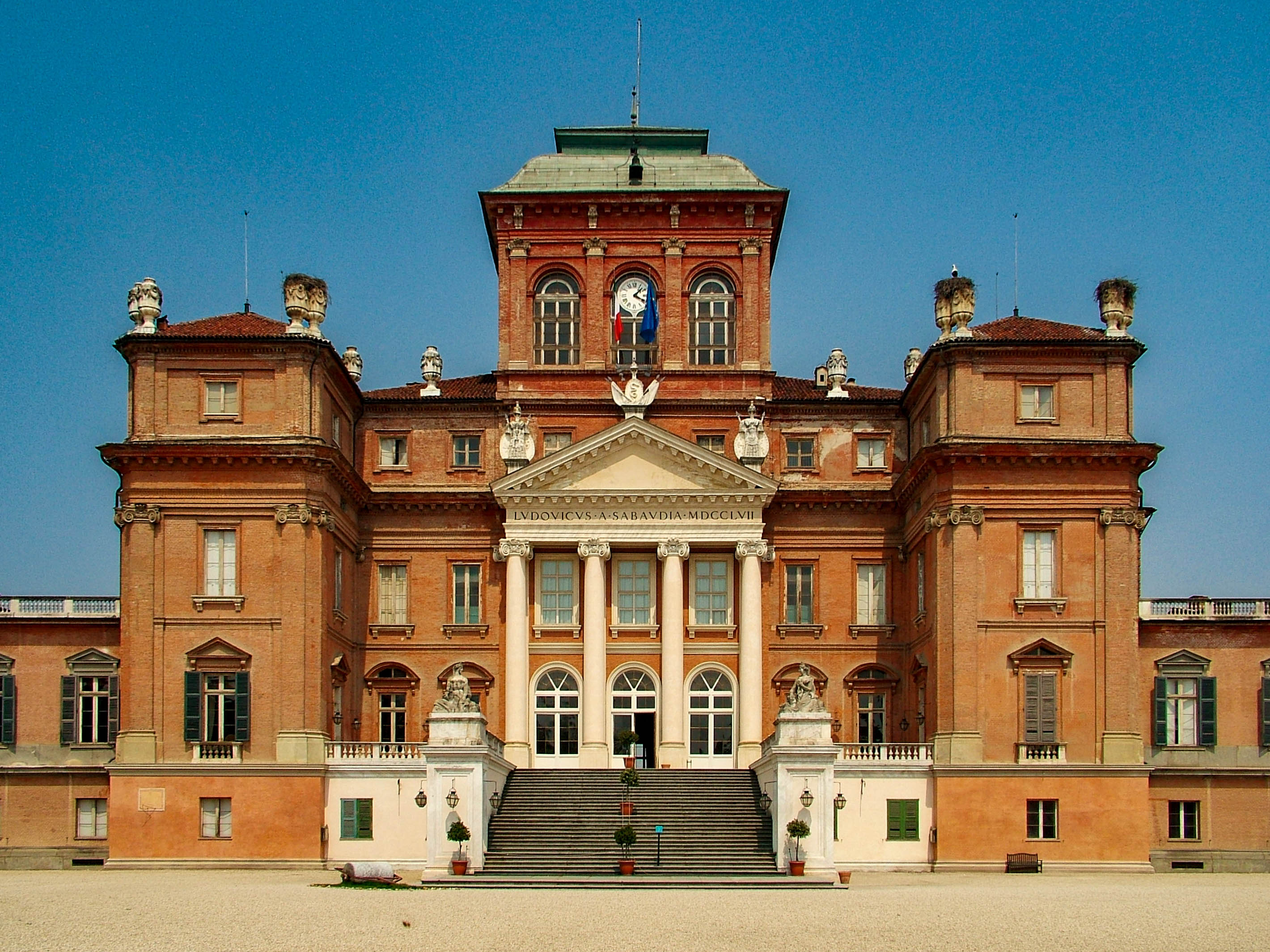
Het Castello di Racconigi

Racconigi is een gemeente in de Italiaanse provincie Cuneo (regio Piëmont) en telt 9886 inwoners (31-12-2004). De oppervlakte bedraagt 48,0 km², de bevolkingsdichtheid is 206 inwoners per km².
De volgende frazioni maken deel uit van de gemeente: Canapile, Oia, Tagliata.

## Demografie
Racconigi telt ongeveer 4055 huishoudens. Het aantal inwoners daalde in de periode 1991-2001 met 0,6% volgens cijfers uit de tienjaarlijkse volkstellingen van ISTAT.
| Jaar | Inwoneraantal |
| ---- | ------------- |
| 1991 | 9912          |
| 2001 | 9856          |

## Geografie
De gemeente ligt op ongeveer 260 m boven zeeniveau.
Racconigi grenst aan de volgende gemeenten: Caramagna Piemonte, Carmagnola (TO), Casalgrasso, Cavallerleone, Cavallermaggiore, Lombriasco (TO), Murello, Polonghera, Sommariva del Bosco.

## Geboren
- Francesco Imberti (1882-1967), bisschop van Aosta (1932-1945) en aartsbisschop Vercelli (1945-1966)
- Umberto II van Italië (1904-1983), koning van Italië
- Francesco Marchisano (1929-2014), kardinaal en titulair aartsbisschop